# دهستان رائه
دهستان رائه (به لاتین: Rae Parish) یک دهستان در استونی است که در شهرستان هاریو واقع شده‌است. دهستان رائه ۲۰۶٫۷ کیلومتر مربع مساحت و ۱۷٬۹۶۷ نفر جمعیت دارد.